# Major League Soccer 1999
Dieser Artikel ist eine Zusammenfassung der Major-League-Soccer-Saison 1999.

## Endergebnis
| Position | Eastern Conference     | Punkte | Spiele | Siege | (SO) | Niederlagen | (SO) | Tore | Gegentore | Differenz | durchschnittlicher Besuch |
| -------- | ---------------------- | ------ | ------ | ----- | ---- | ----------- | ---- | ---- | --------- | --------- | ------------------------- |
| 1        | D.C. United            | 57     | 32     | 23    | (6)  | 9           | (3)  | 65   | 43        | +22       | 17,419                    |
| 2        | Columbus Crew          | 45     | 32     | 19    | (6)  | 13          | (4)  | 48   | 39        | +9        | 17,696                    |
| 3        | Tampa Bay Mutiny       | 32     | 32     | 14    | (5)  | 18          | (7)  | 51   | 50        | +1        | 14,571                    |
| 4        | Miami Fusion           | 29     | 32     | 13    | (5)  | 19          | (4)  | 42   | 59        | −17       | 8,689                     |
| 5        | New England Revolution | 26     | 32     | 12    | (5)  | 20          | (7)  | 38   | 53        | −15       | 16,735                    |
| 6        | MetroStars             | 15     | 32     | 7     | (3)  | 25          | (4)  | 32   | 64        | −32       | 14,706                    |
| Position | Western Conference     | Punkte | Spiele | Siege | (SO) | Niederlagen | (SO) | Tore | Gegentore | Differenz | durchschnittlicher Besuch |
| 1        | LA Galaxy              | 54     | 32     | 20    | (3)  | 12          | (4)  | 49   | 29        | +20       | 13,229                    |
| 2        | Dallas Burn            | 51     | 32     | 19    | (3)  | 13          | (6)  | 54   | 35        | +9        | 12,211                    |
| 3        | Chicago Fire           | 48     | 32     | 18    | (3)  | 14          | (5)  | 51   | 36        | +15       | 16,016                    |
| 4        | Colorado Rapids        | 48     | 32     | 20    | (6)  | 12          | (3)  | 38   | 39        | −1        | 14,029                    |
| 5        | San Jose Clash         | 37     | 32     | 19    | (10) | 13          | (3)  | 48   | 49        | −1        | 14,959                    |
| 6        | Kansas City Wizards    | 20     | 32     | 8     | (2)  | 24          | (6)  | 33   | 53        | −20       | 11,952                    |

## Top-Scorers
| Position | Player            | Club                             | Goals |
| -------- | ----------------- | -------------------------------- | ----- |
| 1        | Stern John        | Columbus Crew                    | 18    |
|          | Roy Lassiter      | D.C. United                      | 18    |
|          | Jason Kreis       | Dallas Burn                      | 18    |
| 4        | Joe-Max Moore     | New England Revolution           | 15    |
|          | Ronald Cerritos   | San Jose Clash                   | 15    |
| 6        | Ante Razov        | Chicago Fire                     | 14    |
| 7        | Raúl Díaz Arce    | San Jose Clash, Tampa Bay Mutiny | 13    |
| 8        | Musa Shannon      | Tampa Bay Mutiny                 | 12    |
|          | Jeff Cunningham   | Columbus Crew                    | 12    |
| 10       | Diego Serna       | Miami Fusion                     | 10    |
|          | Jaime Moreno      | D.C. United                      | 10    |
|          | Giovanni Savarese | New England Revolution           | 10    |
|          | Josh Wolff        | Chicago Fire                     | 10    |
|          | Jorge Dely Valdés | Colorado Rapids                  | 10    |

## Team-Auszeichnungen
- MLS Cup – D.C. United
- U.S. Open Cup – Rochester Raging Rhinos (A-League)
- MLS Supporters’ Shield – D.C. United

## International Competition
- Chicago Fire – CONCACAF Champions’ Cup – besiegt Joe Public FC aus Trinidad & Tobago 2-0 im Viertelfinale. Verliert gegen LD Alajuelense aus Costa Rica 5:4 im Elfmeterschießen nach 1-1 im Halbfinale. Unentschieden im Spiel um den dritten Platz gegen D.C. United 2-2.
- D.C. United – CONCACAF Champions’ Cup – besiegt Olimpia aus Honduras 1-0 im Viertelfinale. Verliert gegen Necaxa aus Mexiko 3-1 im Halbfinale. Unentschieden gegen Chicago Fire im Spiel um den dritten Platz, 2-2.

## Individuelle Auszeichnungen
- Wertvollster Spieler: Jason Kreis, Dallas Burn
- Topscorer: Jason Kreis, Dallas Burn (51)
- Torschützenkönig: Jason Kreis, Dallas Burn; Roy Lassiter, D.C. United; Stern John, Columbus Crew (18)
- Verteidiger des Jahres: Robin Fraser, LA Galaxy
- Torwart des Jahres: Kevin Hartman, LA Galaxy
- MLS Rookie des Jahres: Jay Heaps, Miami Fusion
- Trainer des Jahres: Sigi Schmid, LA Galaxy
- Tor des Jahres: Marco Etcheverry, D.C. United
- Fair Play: Steve Ralston, Tampa Bay Mutiny